# Provincia de Westfalia
La provincia de Westfalia (del alemán: Provinz Westfalen) fue una provincia del reino de Prusia y del Estado Libre de Prusia desde 1815 a 1946.

## Historia
Napoleón Bonaparte fundó el reino de Westfalia, que fue un estado vasallo del Primer Imperio francés entre 1807 y 1813. Este estado compartía solo el nombre con la región histórica, consistiendo principalmente de las regiones de Hesse y Ostfalia, y una parte relativamente pequeña de la región de Westfalia.
A pesar de que Prusia tenía históricamente posesiones en el territorio de Westfalia, el rey Federico Guillermo III hubiera preferido incorporar primeramente el reino de Sajonia. No fue hasta el Congreso de Viena en 1815 cuando se hizo realidad la provincia de Westfalia. La provincia se formó a partir de distintos territorios:
- regiones en Westfalia bajo gobierno prusiano anteriores a 1800 (el principado de Minden, los condados de Mark, Ravensberg y Tecklemburgo).
- El obispado de Münster y el obispado de Paderborn, adquiridos por Prusia en 1802-03.
- El pequeño condado de Limburgo (Iserlohn), adquirido en 1808.
- El ducado de Westfalia, puesto bajo gobierno prusiano tras el Congreso de Viena. Las partes más septentrionales del ducado, incluida la población de Osnabrück, se convirtieron en parte del reino de Hanóver y del ducado de Oldemburgo.
- Los principados de Sayn-Wittgenstein: Hohenstein y Berleburg, junto con el principado de Nassau-Siegen que incluía las villas de Freudenberg, Hilchenbach, Kreuztal y Siegen (en 1817).

En 1816, el distrito de Essen fue transferido a la provincia del Rin.

## Economía
1907
18 % agricultura
59 % industria
11 % comercio

## Después de la II Guerra Mundial
Después de la II Guerra Mundial, la provincia fue unida con la mitad septentrional de la provincia del Rin para formar el estado federado alemán de Renania del Norte-Westfalia en 1946, con la añadidura del antiguo estado de Lippe en 1947.